# 霧の山荘
『霧の山荘』（きりのさんそう）は、横溝正史の中編推理小説。「金田一耕助シリーズ」の一つ。

## 概要と解説
本作は、『面白倶楽部』1958年（昭和33年）11月号に発表された『霧の別荘』を改稿し、1961年（昭和36年）1月に中編化されたものである。角川文庫『悪魔の降誕祭』（ISBN 4-04-355503-2）に収録されている。
本作は死体消失の謎を題材としているが、犯人の真の狙いはその裏に仕組まれたアリバイトリックと、ある人物を罪に陥れることにある（#犯行動機に関する考察を参照）。

## あらすじ
1958年（昭和33年）9月、K高原のPホテルに滞在していた金田一耕助を、江馬容子という女が訪ねてきた。容子は、「自分の伯母である、元映画スターの紅葉（西田）照子が、30年前に起こった迷宮入り事件の犯人に最近会ったと言いだし、不安がっている。ついては伯母に会い、相談にのってやって欲しい。」と奇妙な依頼を金田一に持ちかける。
この奇妙な依頼に応じ、照子の待つM原にある別荘へ向かった金田一は、途中で道に迷ってしまった。途方に暮れる金田一を迎えに来た派手なアロハ姿の若い男は照子の使いの者と名乗り、金田一を目的の別荘に案内する。しかし、建物には鍵がかかっており、呼び出しにも返事がない。不審に思った金田一がアロハの男とカーテンの隙間から中を窺うと、そこには身につけた浴衣を赤黒い液体で染めた照子が倒れていた。
アロハの男が石につまずき生爪をはがして歩けないと訴えたため、金田一が別荘の管理人を呼びに行き警察にも通報してもらったが、戻ってみるとアロハの男も照子も消えてしまっていた。翌朝、K署の捜査主任・岡田警部補から、照子の死体が発見されたと連絡が入る。一緒に避暑を過ごそうとPホテルに来ていた等々力警部とともに金田一が別荘に急行すると、別荘の裏の潅木林の中に裸にされた照子の死体が横たわっていた。

## 原型短編からの加筆内容
短編版『霧の別荘』では照子の死体が消えて再度出た謎を金田一が解いただけで、事件直後に軽井沢に来た武彦を警察が怪しむが、実際に彼が犯人なのかどうか不明なまま終わっており、殺人事件としては解決に至っていない。
長編版はこれを約5倍に増量して殺人事件としても解決させている。冒頭部分は細かい加筆はあるものの短編とほぼ同等のストーリーであるが、中盤の死体発見以後は、過去の迷宮事件（短編版には出てこない）の工作や最終的な共犯関係のトリックなど、内容の充実が著しい。さらに短編版では初登場の手代呂木警部補が事件を担当し、それとは別に「前にも一度このK高原で起こった事件の捜査に協力した」との記述があるところを、この事件（『香水心中』）を担当した岡田警部補が本作の事件も担当して連続性を持たせる形に改めている。
また、西田照子の義理の姪・江馬容子は、短編ではそのように名乗る人物が登場するだけで実在せず、正体も明らかにならないのに対して、長編では実在する設定に変更されている。後半では、照子の別荘とよく似た別荘およびアロハの男の死体が原型短編では簡単に発見（手代呂木警部補の命令で部下の警官が調査開始後、次の行で発見の説明がある）されるところを、金田一と等々力が現地警察と別行動の冒険で発見する展開に変更し、さらに照子の行動に関する詳細な検討や、高崎駅での連絡とアリバイ強化のトリック（等々力警部も絡む）が追加されている。

## 事件になった舞台
横溝正史は金田一シリーズを通して舞台となる地名をアルファベットで抽象的にあらわすことが時々見られ、この作品もそれに該当する。
「K高原」の「K」は「軽井沢」、「Pホテル」の「P」は「プリンス」というのが、横溝正史研究者の通説となっている。本作の舞台のK高原M原は、作者の別荘がある南原のことであるらしいと、中島河太郎は述べている。

## 登場人物
- 金田一耕助 - 私立探偵。
- 等々力大志 - 警視庁警部。
- 西田照子 - 元映画スター、紅葉照子。
- 江馬容子 - 照子の亡夫・西田稔の妹の子 。雑誌記者。
- 川島房子 - 照子の姉。
- 西田武彦 - 照子の亡夫・西田稔の弟の子。
- 杉山平太 - 「アロハの男」。照子の恩人の息子。
- 岡田警部補 - K署の捜査主任。

## 犯行動機に関する考察
容子と武彦は、照子の亡夫の兄弟姉妹の子であり、照子の法定相続人となることはありえない。照子の法定相続人は姉の房子のみである。房子には照子殺害の無実の容疑が掛けられているが、たとえ殺人罪が確定しても、その相続欠格によって相続人不存在（房子の唯一の子は死亡しており代襲もない）となり、照子の財産は国庫に帰属することになるにすぎない。容子と武彦にとって有利な遺言への言及もなく、現実の法律に従う限りこの事件の動機を遺産目的とすることはできない。しかし、その他の動機を見いだすことも困難である。

## テレビドラマ

### 1985年版
『名探偵・金田一耕助シリーズ・霧の山荘』は、TBS系列の「月曜ロードショー」枠（毎週月曜日21時 - 22時54分）で1985年5月27日に放送された。
冒頭で金田一が霧の中で道に迷ったあげく殺人事件と思わされるエピソードは原作を踏襲しているが、それ以外は全く新たにストーリーを創作している。
- 信州霧ヶ丘で休養を兼ねて最近の記録を整理していた金田一は長野県警の等々力警部にゴルフに連れ出され、等々力が大ファンだという紅葉照子に遭遇する。
- 20年前、映画『死の接吻』の撮影中、照子の恋人でもあった相手役・水木が泥酔して死亡、ガス事故だったとされ、未完のまま撮影中止になっている。
- 照子は水木の死に関わっていると考える監督・上条、カメラマン・渡瀬、宣伝部長・秋葉の3人を別荘へ呼び寄せ、水木にそっくりの竜彦を相手役に『死の接吻』を完成させる手はずを整えていた。
- 撮影中に、照子の亡夫・田島の姪・容子が興奮剤を与えられた犬に追われて崖から転落死、銃身を詰めた銃に実弾が装填されていたため暴発して田島の甥・武彦が死亡する。
- 照子の運転手・岡崎平太が最後まで照子の腹心の部下として行動する。
- 竜彦は実は水木と照子の子（照子のマネージャーの子として育てられていた）で、乳癌で死期の迫った照子が遺産を残すための犯行だった（つまり、犯行動機の概略を原作の通りとし、犯人と被害者を逆にしている）。

キャスト
- 金田一耕助 - 古谷一行
- 紅葉照子 - 岡田茉莉子
- 水木健二 / 岡部達彦 - 冨家規政
- 上条監督 - 織本順吉
- 岡崎平太 - 山本昌平
- 山本武彦 - 西田健
- 江馬容子 - 松本留美
- 等々力警部 - ハナ肇

スタッフ
- 企画 - 大下晴義、樋口祐三
- プロデューサー - 土屋伊豆夫、金川克斗志
- 脚本–  江連卓
- 音楽 - 菅野光亮
- 撮影 - 林 淳一郎
- 照明 - 矢部一男
- 美術 - 菊川芳江
- 録音 - 熊谷良兵衛
- 編集 - 山田真司
- 製作協力 - にっかつ撮影所、かとう企画
- 企画協力 - 角川春樹事務所
- 監督 - 山口和彦
- 製作 - 東阪企画、TBS